# Waidring
Waidring è un comune austriaco di 1 965 abitanti nel distretto di Kitzbühel, in Tirolo. È una stazione sciistica: le piste si trovano sul monte Steinplatte.